# نشان خدمات برجسته (ارتش آمریکا)
نشان خدمات برجسته (انگلیسی: Distinguished Service Medal) به اختصار (DSM) یک نشان لیاقت مربوط به ارتش ایالات متحده است. این نشان به پاس ارائه خدمات نظامی و غیرنظامی بوده و اولین اهدا در سال ۱۹۱۸ صورت گرفت.